# وستردیل
وستردیل (به انگلیسی: Westerdale) یک روستا و محله مدنی در بریتانیا است که در منطقه اسکاربرو واقع شده‌است. وستردیل ۱۴۹ نفر جمعیت دارد.